# Revúca
Revúca es la capital del distrito de Revúca en la región de Banská Bystrica, Eslovaquia, con una población estimada a final del año 2024 de 10 874 habitantes.
Se encuentra ubicado al este de la región, en la cuenca hidrográfica del río Sajó —un afluente derecho del río Tisza— y cerca de la frontera con la región de Košice.

## Demografía
| Año        | 1994   | 2004    | 2014    | 2024     |
| ---------- | ------ | ------- | ------- | -------- |
| Población  | 14 001 | 13 147  | 12 620  | 10 874   |
| Diferencia |        | −6,09 % | −4,00 % | −13,83 % |

| Año        | 2023   | 2024    |
| ---------- | ------ | ------- |
| Población  | 10 958 | 10 874  |
| Diferencia |        | −0,76 % |